# Tran Phe De
Trần Phế Đế, namn vid födseln (tên huý) Trần Hiện, född 1361, död 1388, var den elfte kejsaren av Trandynastin i Vietnam. Han regerade från 1377 till 1388. Han efterträddes av sin kusin Trần Thuận Tông.